# 帕里镇

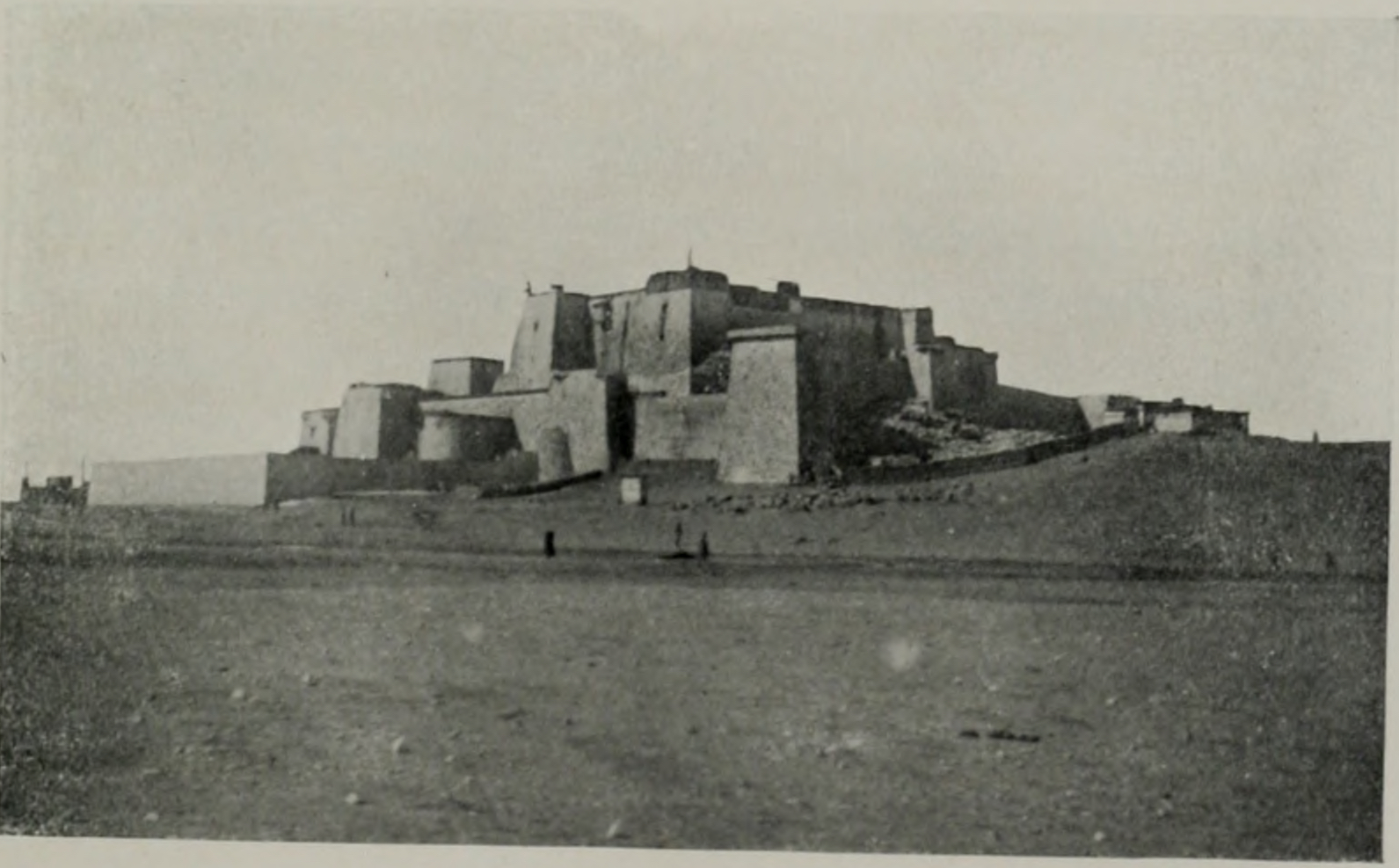
1903-1904年榮赫鵬遠征時的帕里宗

帕里镇（藏語：ཕག་རི，威利转写：phag ri，藏语意为“群山旋转的地方”）位于中国西藏自治区亚东县东部，海拔4370米，是中国海拔最高的城镇。地处边境地区，东距不丹边境线只有60公里。帕里曾是西藏的商贸重镇，20世纪初，帕里成为西藏的一个“宗”（帕克哩宗）。 1964年初亚东口岸关闭后，商贸活动开始衰落。

## 行政区划
截至2016年，帕里镇下辖以下地区：
一社区、二社区、三社区和四社区。